# Belmond (Iowa)
Belmond – miasto w Stanach Zjednoczonych, w stanie Iowa, w hrabstwie Wright.

## Demografia
Zgodnie ze spisem statystycznym z 2010, miasto liczyło 2376 mieszkańców. W 2023 liczba mieszkańców nieznacznie wzrosła do 2399 osób, a gęstość zaludnienia przekroczyła 324 osoby/km².